# Фламенко
Фламенко (іспанська вимова: [flaˈmeŋko]) — це вид мистецтва, заснований на різних фольклорних музичних традиціях півдня Іспанії, що розвинувся в рамках субкультури циган в регіоні Андалусія, а також має історичне коріння в Естремадурі та Мурсії. У ширшому сенсі цей термін використовується для позначення різноманітних сучасних і традиційних музичних стилів, типових для півдня Іспанії. Фламенко тісно пов'язане з циганами ромської етнічної групи, які зробили значний внесок у його виникнення та професіоналізацію. Однак його стиль є унікально андалузьким, і серед артистів фламенко історично були як іспанці циганського походження, так і нецигани.
Найдавніша згадка про музику фламенко датується 1774 роком і міститься в книзі Хосе Кадальсо «Las Cartas Marruecas» («Марокканські листи»). Розвиток фламенко протягом останніх двох століть добре задокументований: «театральний рух sainetes (одноактних п'єс) та tonadillas, популярні пісенники та нотні збірки, звичаї, дослідження танців та toques, досконалість, газети, графічні документи в картинах та гравюрах». …у постійній еволюції разом з ритмом, поетичними строфами та атмосферою".
Виконавці фламенко називаються «байлаор» (танцюрист), «кантаор» (співак), «токаор» (гітарист). Ритм у фламенко звуть компа́с. Мистецтво фламенко включає до себе низку жанрів, кожен з яких має специфічну структуру, характер та компа́с.
16 листопада 2010 року ЮНЕСКО оголосила фламенко одним із шедеврів усної та нематеріальної спадщини людства.

## Походження танцю
Витоки фламенко слід шукати ще в мавританській музичній культурі. Істотно вплинула на цей стиль і музика ромів — багато хто вважає основними, істинними носіями стилю саме іспанських ромів. У XV столітті в Іспанію з Візантії, яка у 1453 році припинила існування, прибули роми, розселилися південним узбережжям країни в провінції Андалузія; за своїм звичаєм вони стали переймати й переосмислювати місцеві музичні традиції, такі як мавританська, єврейська і власне іспанська, і з цього сплаву музичних традицій, переосмисленого спочатку ромами, а потім іспанцями, народилося фламенко.
Довгий час фламенко вважався «закритим мистецтвом», оскільки роми жили ізольованою групою; фламенко формувалося у вузьких колах. Але наприкінці XVIII століття гноблення ромів припинили, і фламенко вийшло на підмостки таверн і кафе кантанте, знайшло свободу.
Наприкінці XX століття фламенко починає вбирати в себе кубинські мелодії і джазові мотиви, і, крім того, елементи класичного балету дістали там своє постійне місце. Найбільш відомий танцюрист фламенко Хоакін Кортес, який поновив поняття танцю фламенко, позбавив його від «канонічного стандарту» і вніс до нього новий живий струмінь і виразність.
Імпровізаційний характер фламенко, складний ритм і специфічна техніка виконання нерідко перешкоджають точному нотному запису мелодій фламенко. Тому мистецтво як гітариста, так і танцюриста, і співака зазвичай передається від майстра до учня.

## Етимологія
Історично термін «фламенко» використовувався для позначення ромів Іспанії (Gitanos). Англійський мандрівник Джордж Борроу, який подорожував Іспанією в 1830-х роках, стверджував, що гітано (gitanos) також називали фламандцями (іспанською «фламенко»), через те, що німецьку та фламандську мови помилково вважали синонімами. За словами фламенкологині Крістіни Крусес-Ролдан, за рік до розповіді Борроу в Мадриді вже існувала вечірка гітано, яка чітко ідентифікувалася як фламенко. Цю еквівалентність між гітано та фламенко також відзначають Мануель Фернандес-і-Гонсалес, Демофіло та дослідник Ірвінг Браун, який у 1938 році заявив, що «фламенко — це просто інший термін для гітано зі особливими конотаціями».
Походження терміну пов'язане з соціологічним упередженням щодо ромів, яких іспанці вважали хуліганами та зухвалими порушниками спокою, і тому асоціювали з німецькими колоністами XVIII століття зі Сьєрра-Морени, що утворювали групи міської богеми, яка жила поза законом і вважалася нерозважливою і ледачою. Інші, менш успішні гіпотези включають гіпотези Феліпе Педрелла та Карлоса Алемендроса, які стверджують, що хоча термін «фламенко» іспанською означає «фламандський», насправді він є синонімом слова «кантадор» (професійний співак), маючи на увазі групу фламандських співаків, привезених іспанським королем Карлосом I 1516 року. Інша гіпотеза, що не отримала широкого визнання, — арабістська теорія Бласа Інфанте, який у своїй книзі «Витоки фламенко та секрет канте хондо» (Orígenes de los Flamencos y Secreto del Cante Jondo) представляє фламенко як фонетичну деформацію арабського слова «fellah-mengu» («селянин, якого вигнали») або походить від арабських термінів «Felah-Mengus», які разом означають «мандрівний селянин». Інфанте пов'язує термін з етнічними жителями Андалузії мусульманської віри, морісками, що асимілювалися з новоприбулими ромами, щоб уникнути релігійного переслідування.
Вперше термін «фламенко» для позначення музичного жанру з'явився в газетній статті El Espectador 1847 року, де його називали «жанром циган». У перші роки існування фламенко цей термін був багатозначним і використовувався для позначення різних понять у світі циган-андалузьців. Наприклад, у 1860-70-х роках ця багатозначність проявилася у використанні терміна для позначення музичного стилю та певної естетики, манер і способу життя, які сприймалися як циганські. У той час фламенко не було строгим жанром, а способом виконання музики в цигансько-андалузькому стилі.

## Характеристика жанру
Фламенко втілює складну культурну традицію, яка виникла завдяки унікальній взаємодії відвічної арабської, андалузької, сефардської та ромської культур, котрі існували в Андалузії до й після Реконкісти. Латиноамериканські та кубинські впливи також відіграли важливу роль у формуванні музичних форм фламенко.
Попри те, що фламенко вважають частиною культури Іспанії загалом, фактично воно походить з одного регіону — Андалузія. Проте й інші області, переважно Естремадура та Мурсія сприяли розвитку жанрів фламенко. Як тільки фламенко зародилося в Андалузії, це явище одразу стало окремою субкультурою, що спочатку зосередилась на території, відомій як Нижня Андалузія: Севілья, Кадіс і частина Малаги, але незабаром розповсюдилось по всій Андалузії, поєднуючи і перетворюючи фольклорні музичні форми. Оскільки популярність фламенко згодом досягла інших регіонів, різні місцеві іспанські музичні традиції (наприклад, традиційна кастильська музика) водночас і впливали, і перебували під впливом стилів фламенко.

## Короткий огляд
Значну частину фактів стосовно розвитку фламенко було втрачено для історії Іспанії. Недостатність історичних свідчень спричинена рядом причин:
- Фламенко походить з нижчих рівнів андалузького суспільства, і тому йому бракувало визнання як форми мистецтва серед вищого та середнього класів.
- Неспокійні часи для людей, залучених в культуру фламенко: мусульманські маври (моріски), роми та євреї, — всі ці народи переслідувалися.
- Роми були ключовим народом у розвитку цієї художньої форми, але вони були безграмотними та мали усну культуру. Їх народні пісні передавалися новим поколінням із уст в уста через повторні виступи в межах своєї соціальної групи.
- Відсутність інтересу істориків і музикознавців. Фламенкологи зазвичай не мали спеціальної академічної освіти в галузях історії або музикознавства. Вони покладалися на обмежений ряд джерел (переважно записи XIX сторіччя фольклориста Демофіло та записи іноземних мандрівників). Ситуація почала змінюватися в 1980-х, коли фламенко поволі почали вводити як дисципліну у консерваторіях.

## Класифікація стилів
Стилі фламенко (palos) розрізняються ритмічним малюнком. Найпопулярніші Палос — тона, соле, фанданго і сегірійя (Toña, Soleá, Fandango y Seguiriya) — належать до категорії канте хондо (cante jondo, найдавніше ядро фламенко, що сходить до найдавніших музичних систем Індії). Друга категорія — це канте фламенко (cante flamenco, містить у собі і спів, і танці, і гру на гітарі). Сюди входить, наприклад, фаррука.
Фламенко справив великий вплив на багато танцювальних та музичних стилів усього світу. Останні десятиліття з'явилися змішані різновиди фламенко та інших стилів: фламенко-поп, фламенко-джаз, фламенко-рок, джипсі-румба, українське фламенко та інші.
Книгу «Фламенкологія» написав Гонсалес Климент в 1955 році й вона дала назву цілому розділу мистецтвознавства, вчені цього напрямку займаються вивченням походження фламенко та його «істинного» стилю, традицій тощо. Досі нарівні з прихильниками чистоти стилю фламенко є й прихильники його нових форм і звучань.

## Фламенко в Україні

### Танець
Перша студія танцю фламенко з'явилася в Україні у 2001. Це була студія «Дуенде» під керівництвом Світлани Липинської. За кілька років в Києві працювало вже декілька студій, а група студентів поїхала на стажування до Севільї. У 2005 році було проведено перший майстер-клас іспанського танцівника — блискучого артиста та педагога Хуана Полвільо (Juan Polvillo). На сьогоднішній день в Києві працюють студії Школа фламенко, Вулиця фламенко, студія фламенко-ф'южн Suspiro, регулярно проводяться майстер-класи іспанських викладачів (за останні кілька років в Києві побували Хуан Полвільо, Наталя Меріньо, Ла Лупі, Хав'єр Мартос, Нурія Лейба та ін.) Великі школи існують у багатьох інших містах України — Solas de Flamenco та Junta del ritmo (Харків), студія Soleadas і Танцювальна школа Фламенко та Степа (Одеса), студії танцю Олени Поспєлової та Фламінго (Донецьк). Нещодавно студії фламенко з'явилися у Львові, Дніпропетровську, Тернополі, Івано-Франківську, Севастополі, Ялті. Педагоги та студенти більшості студій щорічно стажуються в Іспанії. Інформація про викладачів та школи фламенко в Україні доступна на сайті Школи Фламенко.
У 2011 році в Києві була створена перша репертуарна вистава фламенко Cantes del silencio, яку протягом сезону можна було побачити на сцені Театрального центру ім. Леся Курбаса. Концертні програми українських виконавців фламенко, так само, можна бачити на сцені київського Будинку Актора.

### Гітара
Єдиним радянським дослідником фламенко, що опублікував декілька наукових праць, був український гітарист та мистецтвознавець Шевченко Анатолій Антонович. Його посібники «Неприборкувані ігри фламенко» та «Гітара фламенко. Мелодії та ритми» були для багатьох радянських гітаристів єдиним джерелом інформації про фламенко.
Гітаристами, що досліджують фламенко на українському просторі, також є Владислав та Дмитро Золотники, Валерій Петренко, Віктор та Костянтин Осинські, Євген Седько, Павло Степанович, Володимир Стеценко, Павло Косенко, Дмитро Бесараб та інші. Багато українських гітаристів набули професійний рівень гри на гітарі фламенко, завдяки чому стали лауреатами конкурсів та міжнародних фестивалів.
Першим музичним колективом фламенко в Україні був гурт Ayamonte, заснований у 2004 році. У 2011 році вийшов диск Євгена Седька The Art of Flamenco Guitar з традиційними та авторськими композиціями у стилі фламенко.
Дотепер на сценах України продемонстровано багато програм у стилі традиційного фламенко та фламенко-ф'южн у виконанні українських артистів, деякі з яких мають досвід співпраці з іспанськими виконавцями фламенко.

### Спів
Найскладніша, вокальна частина фламенко — спів, або «cante» — на сьогоднішній день представлена кількома виконавцями. Свої сили в цьому напрямку пробують Марія Кучерова, Віталій Костенко, Лілія Фернандес, Кіра Степанович та інші.

## Визнання
16 листопада 2010 року ЮНЕСКО присудила Фламенко статус об'єкта Світової Спадщини.

## Фестивалі фламенко
Серед найбільш значущих міст, де сьогодні існує фламенко, виділяють Кадіс, Херес, Севілью, Кордову, Гранаду, Барселону та Мадрид. У кожного з цих міст своя музична специфіка, свої традиції та особливості.

### В Іспанії
Один з найбільш авторитетних, найбільший фестиваль фламенко в Іспанії проходить один раз на два роки у Севільї під назвою «Bienal de Flamenco». Цей фестиваль був заснований у 1980 році. З усього світу сюди з'їжджаються справжні любителі фламенко, щоб побачити найкращих артистів: байлаор, кантаор і гітаристів.
У Кордові щорічно проводиться Міжнародний фестиваль гітари «GUITARRA», з виступу на якому почалася слава талановитих молодих гітаристів Вісенте Аміґо і Пако Серрано.
Щорічні фестивалі канте гранде, фестивалі канте фламенко і інші проходять по всій Іспанії. Детальніше про фестивалі в Іспанії і не тільки можна дізнатися зі спеціального вебсайту «flamencofestival».

### В Україні
Фестиваль Fandango de Ucrania щорічно проходив у Львові (червень або початок липня). Окрім основної сценічної програми, під час фестивалю відбуваються численні вечірки (peñas) на відкритих майданчиках або в кав'ярнях, майстер-класи тощо. У фестивалі беруть участь виконавці з різних міст України. Засновники фестивалю — Олександр та Наталя Ліпські.

### В інших країнах
Щорічно, з 2004 року, в лютому проходить Фестиваль Фламенко у Лондоні.
Один з найбільших фестивалів фламенко поза Іспанії вже понад 20 років проходить в американському місті Альбукерке, штат Нью Мексико.

## Навчання фламенко в освітніх центрах

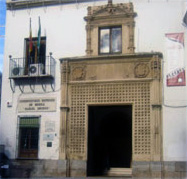
Вища консерваторія музики «Рафаель Ороско» в Кордові.

В Іспанії офіційне викладання фламенко здійснюється в різних музичних консерваторіях, хореографічних консерваторіях і музичних школах у різних автономних громадах.

### Музичні консерваторії
Навчання гри на гітарі фламенко в офіційних навчальних центрах почалося в Іспанії в 1988 році завдяки великому концертному виконавцю і педагогу з Гранади Мануелю Кано Тамайо, який отримав посаду почесного професора у Вищій консерваторії музики Рафаеля Ороско в Кордобі.
Спеціалізовані консерваторії фламенко існують по всій країні, хоча переважно в регіоні Андалусія, такі як вищезгадана консерваторія Кордови, Вища музична консерваторія Мурсії або Вища музична школа Каталонії, серед інших. За межами Іспанії винятком є Роттердамська консерваторія в Нідерландах, де з 1985 року, за кілька років до того, як це стало можливим в Іспанії, під керівництвом маестро Пако Пеньї (Paco Peña) проводиться навчання гри на гітарі в стилі фламенко.

### Університет
У 2018 році відкривається перша міжуніверситетська магістратура з дослідження та аналізу фламенко, після попередніх спроб «Докторської програми вивчення фламенко», яку викладали кілька університетів, таких як Уельва, Севілья, Кадіс, Кордова та інші.

## Відомі артисти фламенко
- Niña de los Peines, Лола Флорес (Lola Flores), Fosforito, Niña de La Puebla
- Кармен Амайя
- Саласар Рамон Монтойя (старший) (Ramón Montoya), Пако де Лусія (Paco de Lucía), Вісенте Аміго (Vicente Amigo ), Маноло Санлукар (Manolo Sanlúcar), Р. Рікені (R. Riqueni), Пако Серрано (Paco Serrano), Рафаель Кортес (Rafael Cortés ) (гітара)
- Антоніо Гадес і Маріо Майя (Mario Maya) (танець)
- Камарон де ла Ісла (Camarón de la Isla) і Енріке Моренте (спів)
- Бланка дель Рей (Blanca Del Rey)
- Антоніо Каналес (Antonio Canales)
- Антоніо ель Піпа, Хав'єр Мартос (танець)
- Хосе Рейес (José Reyes) (гітара, спів)
- Gipsy Kings (гітара, спів)
- Santa Esmeralda (диско, плюс гітара)
- Росіо Маркес (Rocío Márquez)
- Єва Ла Йербабуена (Eva La Yerbabuena)

## Люди фламенко про своє мистецтво
«У тебе є голос, ти вмієш співати, але ти нічого не досягнеш, тому що в тебе немає дуенде».
Мануель Торрес
«Танець — це не кроки, це те, що відбувається між кроками. Це як бій биків …»
Антоніо Гадес
«Кроки несуть у собі ритм, і стукіт підборів — це діалог, коли один звертається до іншого, і вони розповідають один одному про музику і почуття».
Кристина Ойос
«Я люблю танець фламенко більше, ніж будь-що. І я не можу пояснити, чому. У фламенко є якісь чари. … Чудовий спосіб пов'язати землю і небо, я думаю, це щось виняткове, притаманне тільки фламенко».
Карлос Саура
«Фламенко дало мені мову, шлях пізнання себе. Ось чому я люблю його так беззастережно».
Ева Йербабуена

## Галерея

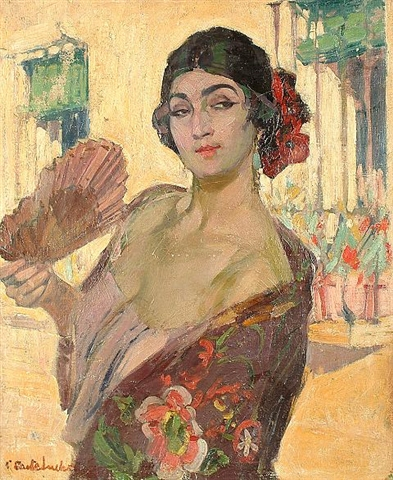
Клаудіо Кастеллуччо, фламенко
- Приклад роботи театру фламенко
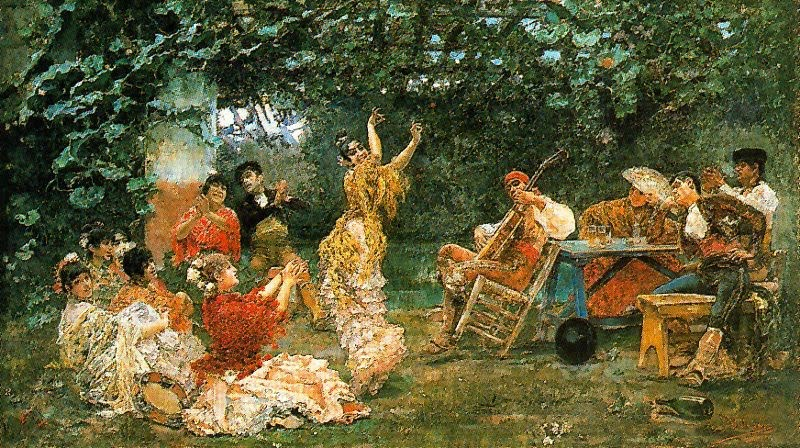
Хосе Кордеро Вільєгас, Андалузький танець
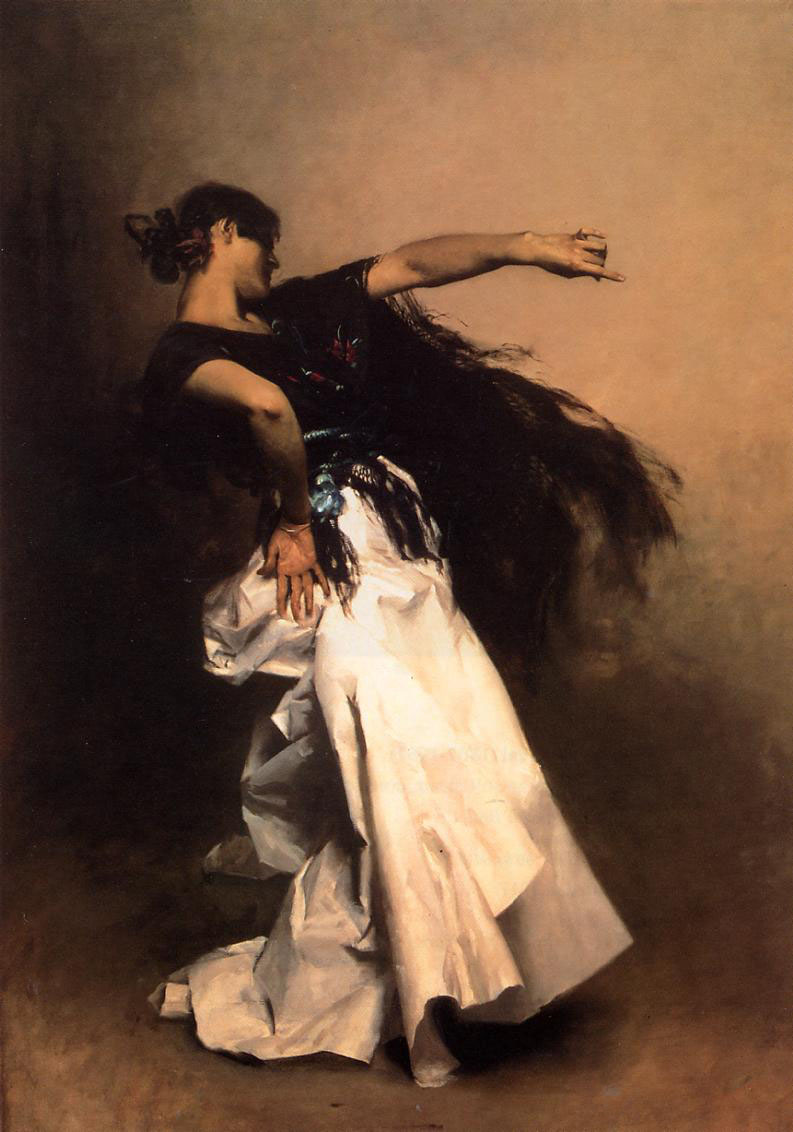
Джон Сінгер Сарджент, Іспанський танцюрист

Сцени виступу фламенко у Севільї
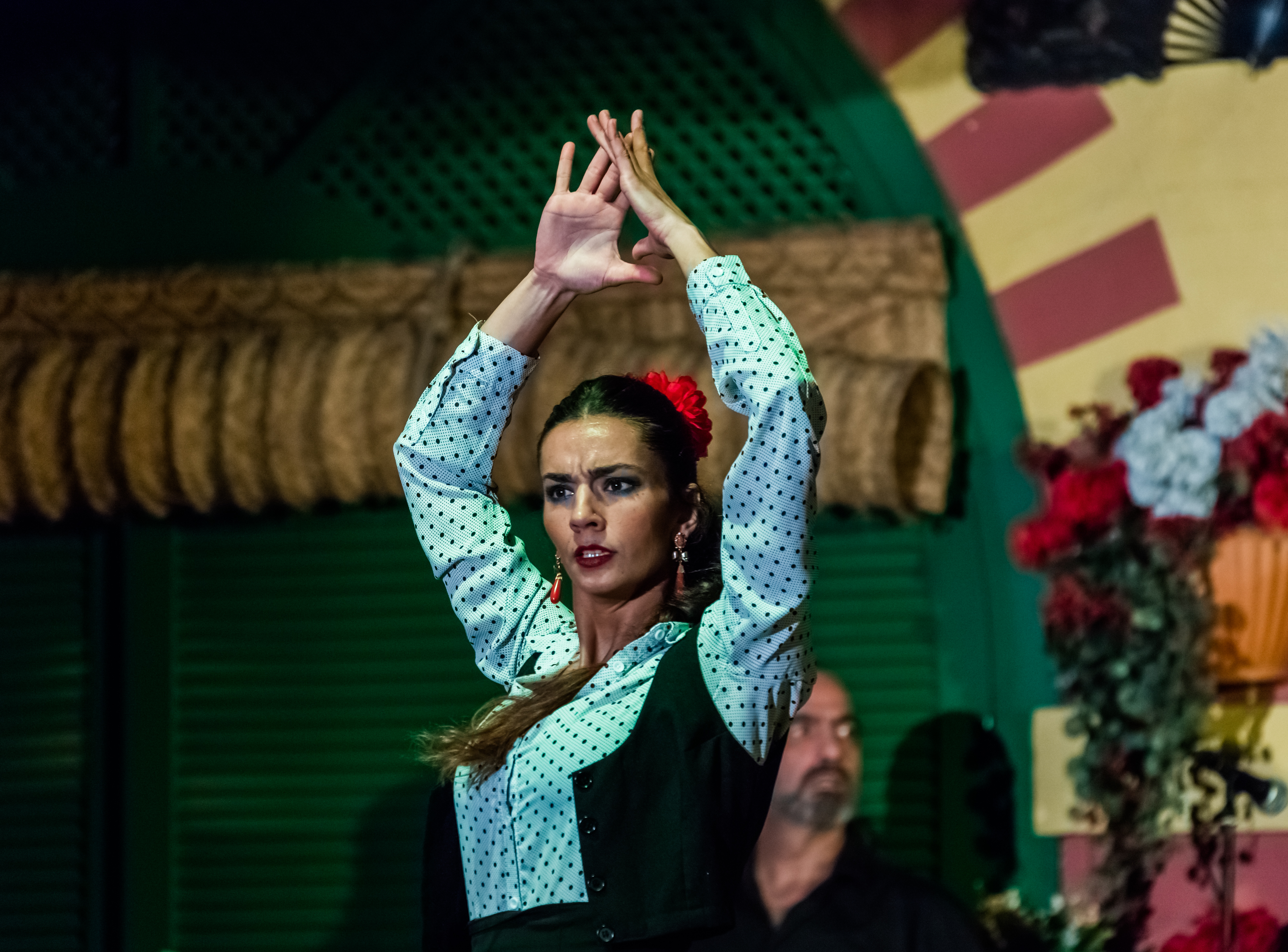
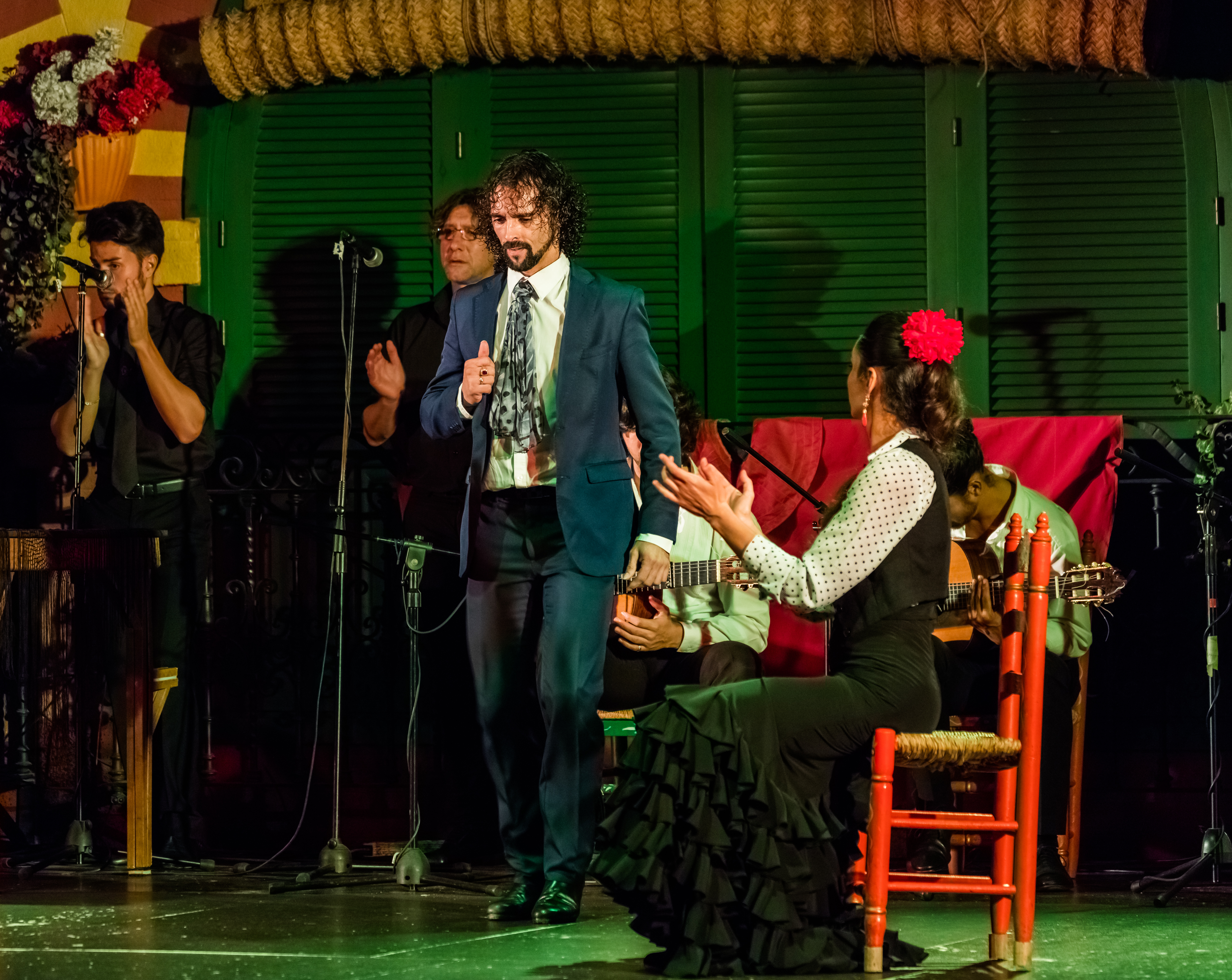
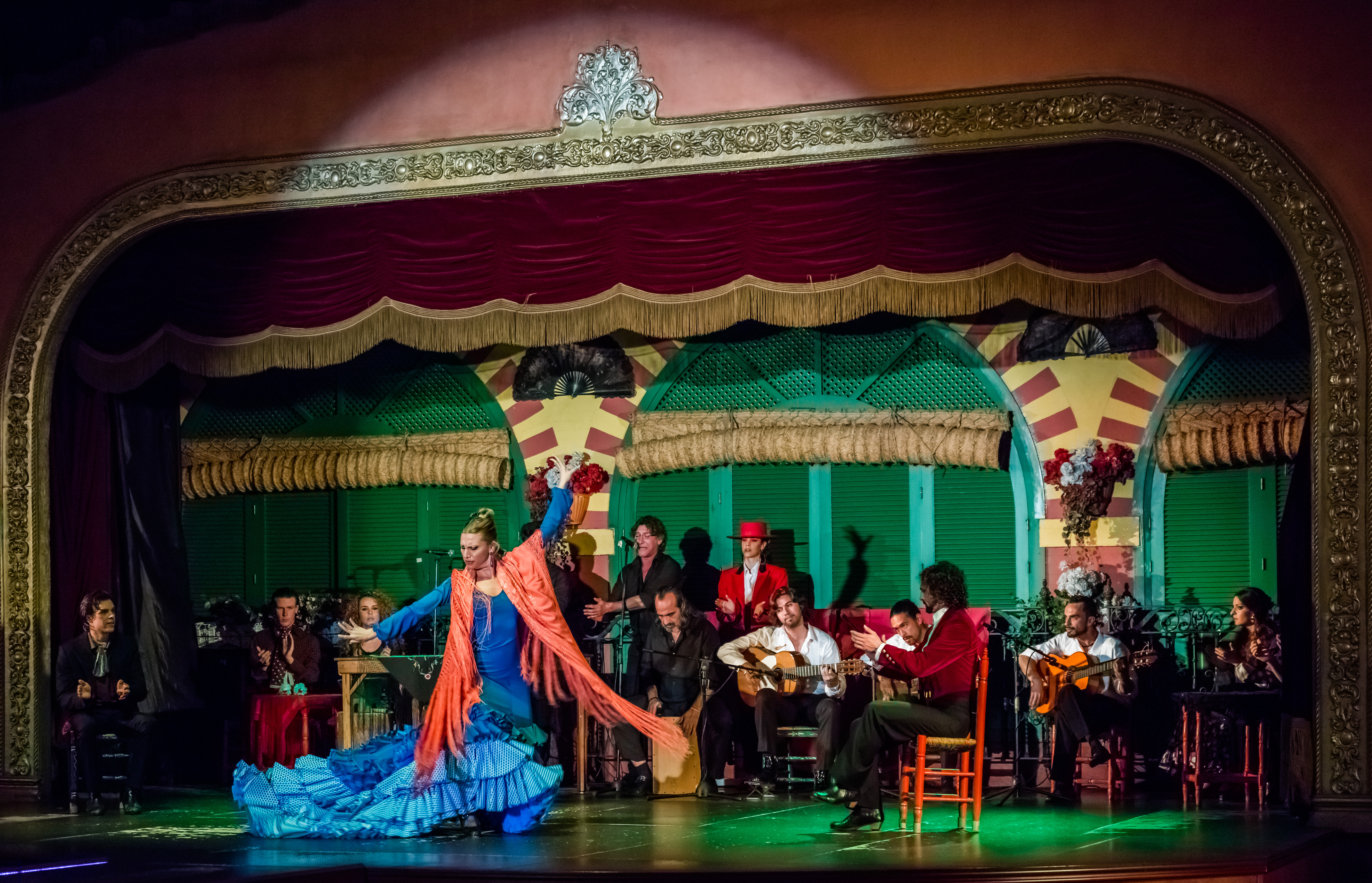
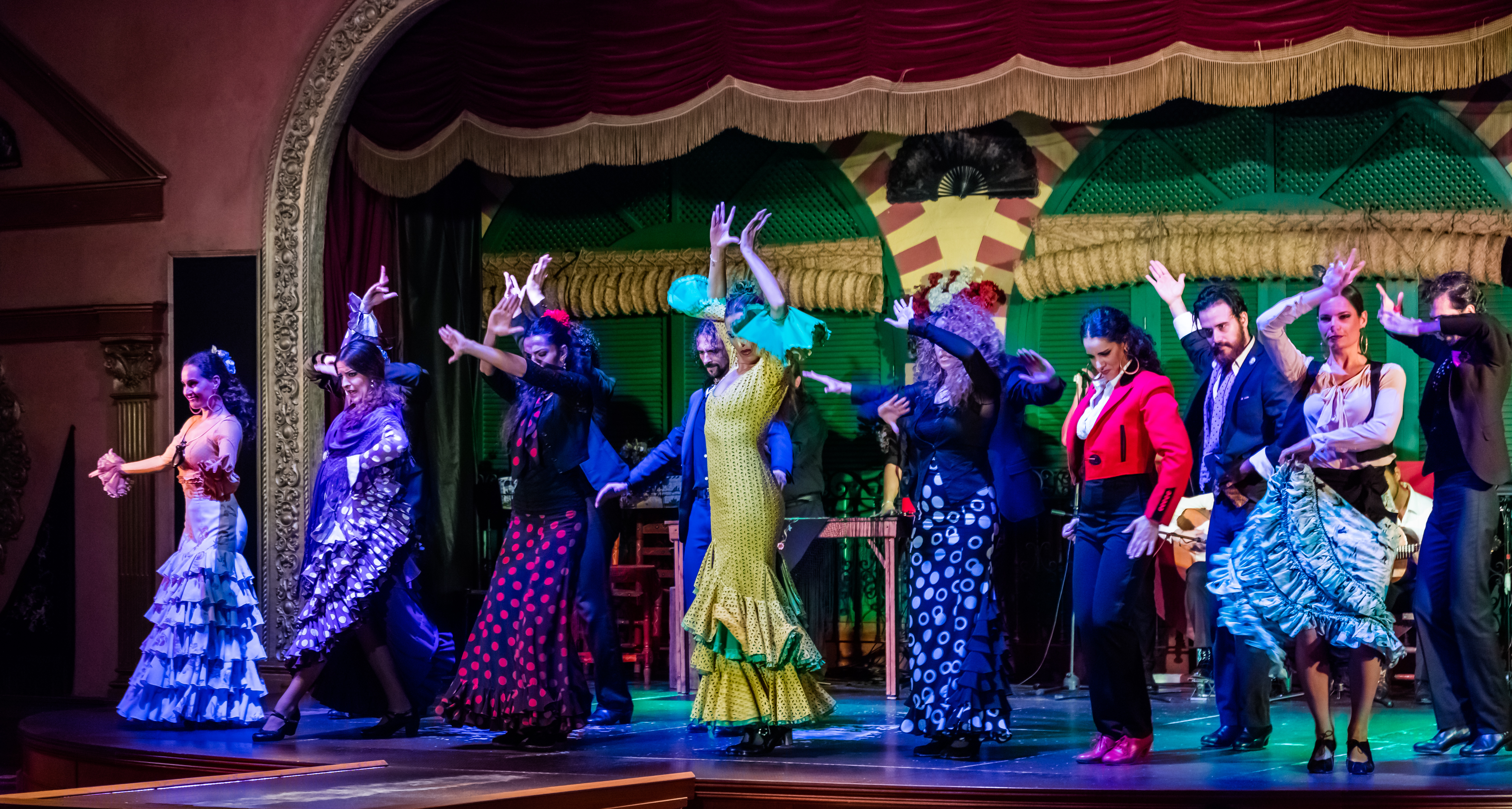